# Dmitrij Gudanov
Dmitrij Konstantinovič Gudanov (in russo Дмитрий Константинович Гуданов?; Mosca, 9 luglio 1975) è un ex ballerino russo, primo ballerino del Balletto Bol'šoj dal 2004 al 2017.

## Biografia
Nato e cresciuto nella capitale russa, Gudanov ha studiato all'Accademia statale di coreografia di Mosca dal 1985 al 1994. Successivamente si è unito al Balletto Bol'šoj e nel 1998 è stato promosso a solista. L'anno successivo ha fatto il suo esordio come Romeo in Romeo e Giulietta e Albrecht in Giselle, mentre il 25 giugno 2004 è stato proclamato primo ballerino della compagnia dopo una rappresentazione de La bella addormentata.
Il suo repertorio con il Bol'šoj include molti dei maggiori ruoli maschili, tra cui James nella Silfide, Albrecht in Giselle, il principe ne Lo schiaccianoci, Cenerentola e La bella addormentata, il fauno ne Il pomeriggio di un fauno, Siegfried ne Il lago dei cigni, Romeo e Mercuzio in Romeo e Giulietta, Basilio in Don Chisciotte, Solor ne La Bayadère, Febo nell'Esmeralda, Frollo in Notre Dame de Paris, Smeraldi e Diamanti in Jewels e Lensky in Onegin.
Nel 2012 è stato proclamato Artista del popolo della Federazione Russa.
Dal 2020 al 2022 è stato direttore artistico del Balletto di Stato di Astrachan'.